# Moeslook
Moeslook (Allium oleraceum) is een plantensoort uit de narcisfamilie (Amaryllidaceae). De plant vermeerdert zich door zaad en vegetatief door broedbolletjes in de bloeiwijze.

## Determinatie
Moeslook is een overblijvende, kruidachtige plant die een hoogte bereikt van 30–80 cm. Ze vormt een 1–2 cm grote bol en heeft 2–5 mm brede bladeren waarbij de onderste een met merg gevulde, verdikte bladschijf hebben en de bovenste bladeren vlak of gootvormig zijn. De stengel is rond.
Moeslook bloeit van juni tot augustus met bruinig roze tot wit- of groenachtige bloemen. De meeldraden zijn aan de voet ringvormig vergroeid en de helmdraden hebben aan de voet geen tanden. De bloeiwijze is een bolvormig scherm met aan de voet twee schutbladen, die langer zijn dan de bloeiwijze. In de bloeiwijze zitten meestal bruinrode broedbolletjes en maar enkele bloemen.
De vrucht is een doosvrucht die zaadloos is of twee zaden bevat.

### Gelijkende taxa
Moeslook lijkt erg veel op kraailook. Eigenlijk is moeslook hiervan alleen in bloeiende of vruchtdragende toestand te onderscheiden door het lange, lijnvormige in tweeën gedeelde omwindsel.

## Ecologie
De plant komt tussen het gras voor op droge, kalk- en stikstofrijke grond.

## Verspreiding
Het natuurlijke verspreidingsgebied van moeslook strekt zich uit over Europa. De soort staat op de Nederlandse Rode Lijst als vrij zeldzaam en matig afgenomen.